# Portel kommun, Brasilien
Portel är en kommun i Brasilien.   Den ligger i delstaten Pará, i den centrala delen av landet, 1 500 km norr om huvudstaden Brasília. Antalet invånare är 52 166.
Följande samhällen finns i Portel:
- Portel

I omgivningarna runt Portel växer i huvudsak städsegrön lövskog. Trakten runt Portel är nära nog obefolkad, med mindre än två invånare per kvadratkilometer.